# Galearia filiformis
Galearia filiformis är en tvåhjärtbladig växtart som först beskrevs av Carl Ludwig von Blume, och fick sitt nu gällande namn av Jacob Gijsbert Boerlage. Galearia filiformis ingår i släktet Galearia och familjen Pandaceae. Inga underarter finns listade i Catalogue of Life.